# Wirikuta

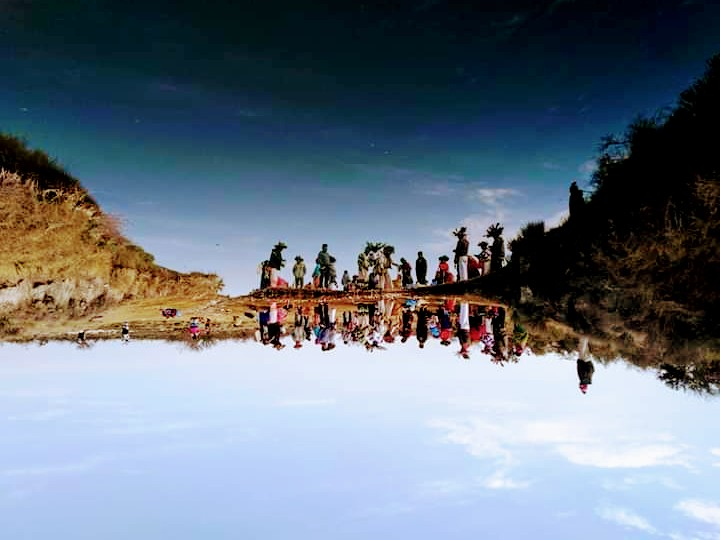

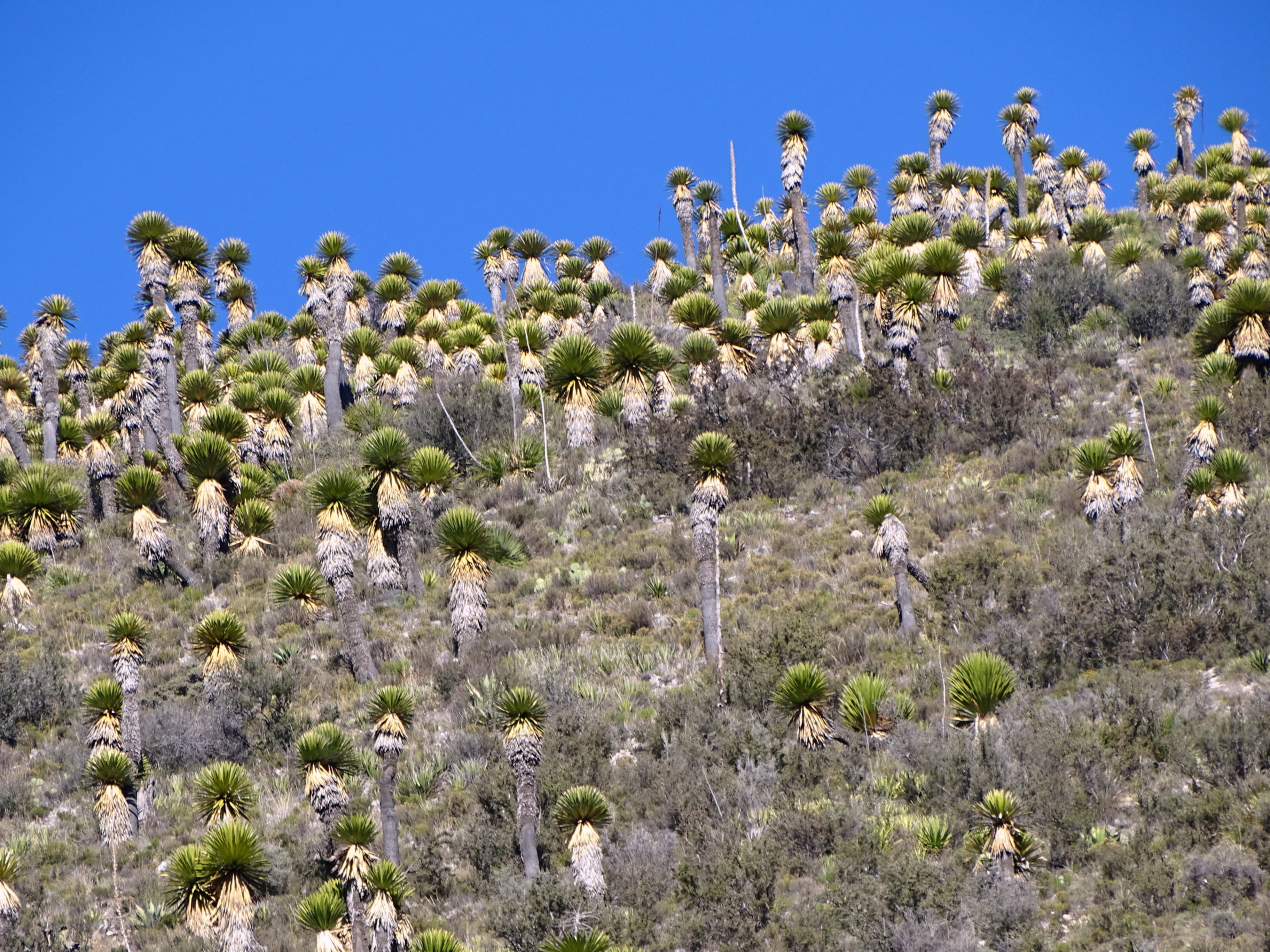

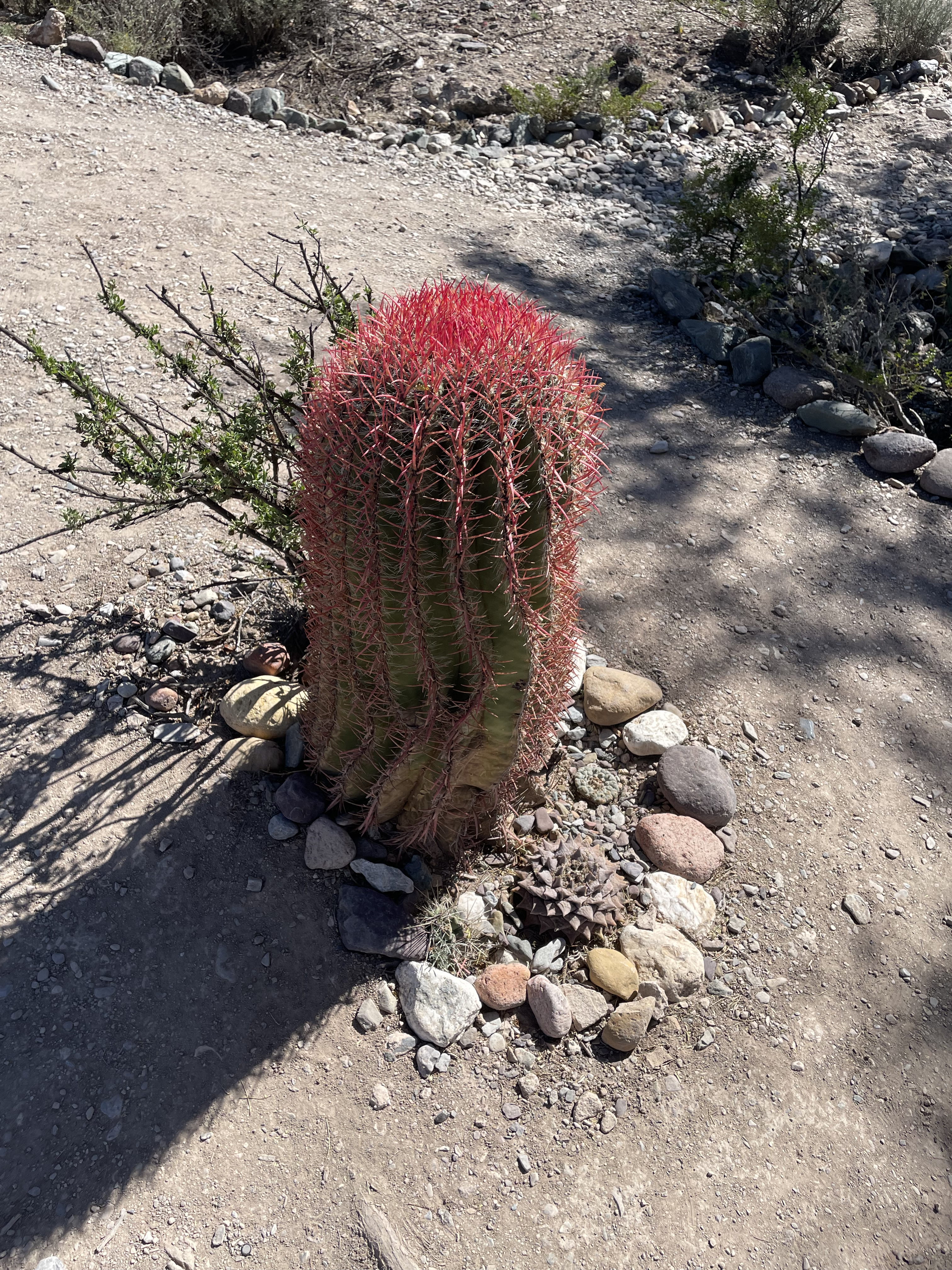

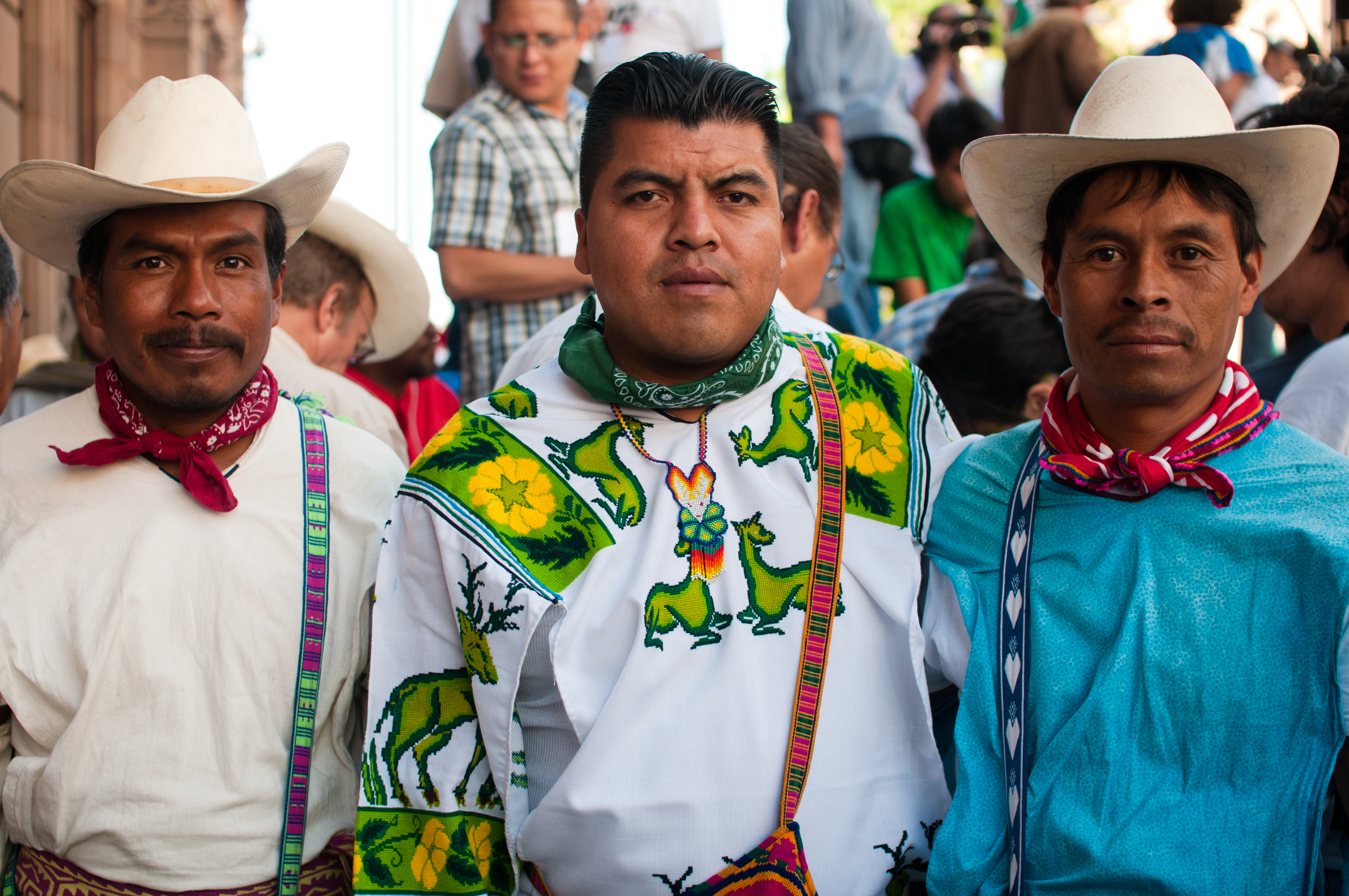
Wixárika (Huichol) vertegenwoordigers van Wirikuta

De Wirikuta is een woestijn, heilig voor de Wixárika (Huichol) mensen hoog in de bergen van centraal Mexico, tussen de Sierra Madre Oriental en de Zacatecas bergketens, in de buurt van Real de Catorce. De Wirikuta is een onderdeel van de Chihuahuawoestijn. In de kosmologie van de Wixárika wordt aangenomen dat de wereld in Wirikuta is geschapen.
Wirikuta is het orgel- en eindpunt van een jaarlijkse bedevaart waarbij leden van de gemeenschap, geleid door maraka'ames (sjamanen), honderden kilometers afleggen langs meerdere pelgrimsroutes van Jalisco naar San Luis Potosí. Het gebied waarin de bedevaart plaatsvindt, wordt sinds 1998 beschermd als een UNESCO Red Mundial de Sitios Sagrados Naturales, of Natural Sacred Area, maar loopt risico op exploitatie en milieuschade door plannen van het Canadese mijnbouwbedrijf First Majestic Silver. Twintig heilige plaatsen langs de bekendste van de pelgrimsroutes, de Tatehuarí Huajuyé werden in 2025 tijdens de 47e sessie van de UNESCO Commissie voor het Werelderfgoed erkend als cultureel werelderfgoed en onder de titel van "Wixárikaroute langs heiligdommen naar Wirikuta" bijgevoegd op de werelderfgoedlijst.

## Heilige plaatsen
De zon verscheen voor het eerst in Wirikuta, en het is het heilige land van de vergoddelijkte voorouders van de Wixárikas (Huichol's). Ze hebben heilige plaatsen in elk van de windrichtingen en in het centrum.
- Teakata (Santa Catarina, Jalisco), Centrum
- Huaxamanaka (Cerro Gordo, Durango), Noord
- Haramara (San Blas, Nayarit), het Westen
- Xapawleyeta (Isla de los Alacranes del Lago Chapala, Jalisco), Zuid.
- Wirikuta, Oost.

Huichols voeren jaarlijkse bedevaarten uit naar Wirikuta, ook gekend als Huiricuta. Tussen oktober en maart volgen ze de reis van hun goden van de zee van Haramara naar de plaats waar de zon verscheen (Reunax), de Cerro Quemado (Leunaxü). Die Goden werden geleid door Tatewari, het Grootvadervuur. Daar gebruikte een hert (maxa) zijn hoorns om de zon naar de hemel te laten stijgen en de wereld te verlichten.

## Bedevaart
Om de heilige reis te volgen, reizen de begeleidende maraka'ames (sjamanen) eerst richting Takata, een heilig gebied in Sierra Madre Oriental waar ze de tempelwachter (xuxuricare) om een veilige reis vragen. De volgende stap is kalihuey, een hoofdtempel waar ze zich aansluiten bij de autoriteiten van Wixarica. Ze verzamelen peyote - een cactus die mescaline bevat - onderweg, ze geloven dat de peyote de Wixarica (Huichol) in staat stelt om rechtstreeks met hun voorouders en goden te communiceren.
De pelgrimsgroepen reizen onder leiding van een sjamaan, die de deelnemers adviseert, onder meer over hun inname van peyote. Onthouding en zuivering zijn belangrijke onderdelen van de reis. Deelnemers onthouden zich van seks en onthouden zich van of beperken voedsel, water en slaap. Vroeg in de reis ondergaan de deelnemers een rite van openbare biecht en zuivering, om zich voor te bereiden op verdere genezing en groei tijdens hun reis. Dit omvat een hervertelling van de overtredingen van elke persoon in het bijzijn van de groep. De belangrijkste overtredingen zijn die van diefstal, moord en overspel. De intentie is om een ervaring van reiniging en vernieuwing te creëren, vrij van jaloezie, schaamte of schuld. Een vuur roept Tatehuari op, terwijl een maraka'ame met een stok op de benen van elke spreker slaat, zodat ze het zich goed kunnen herinneren en geen enkele gebeurtenis kunnen weglaten.
De bedevaart is een rituele onderneming die families en gemeenschappen verenigt, culturele overtuigingen, praktijken en waarden versterkt en dient als een middel waarmee pelgrims kunnen werken aan hun eigen individuele ontwikkeling. Op dit persoonlijke niveau helpt de pelgrimstocht de individuele zoekers om meer gezondheid, bewustzijn, begrip en betekenis te vinden; In wezen stelt het de zoekers in staat om 'hun leven te vinden'.

## Voorgestelde mijnbouw
De Wirikuta, een heilige plaats voor de Huichol-volkeren, wordt bedreigd door het Canadese mijnbouwbedrijf First Majestic Silver, dat toestemming heeft gekregen van de Mexicaanse regering voor het La Luz Silver-project voor de winning van zilver in de Sierra Decatorce, ook al overtreedt het de wet in convenanten die het gebied Wirikuta en de Wixárika-volkeren op nationaal en internationaal niveau beschermen.
Het La Luz Silver Project is voor 100% eigendom van First Majestic Silver Corp. De site werd in 2009 verworven als gevolg van de overname van Normabec Mining Resources. Het ligt ongeveer 25 km ten westen van de stad Matehuala en 170 km ten noorden van de stad San Luís Potosí, de hoofdstad van de staat. De site bestaat uit mijnbouwconcessies die 6.327 hectare beslaan en is gelegen in Real de Catorce, een historisch belangrijk mijndistrict met een geschatte historische productie van 230 miljoen ounces gewonnen zilver tussen 1773 en 1990. Het La Luz Silver Project bevindt zich in het noordelijke deel van de staat San Luís Potosí.
De mijnsite vormt een bedreiging voor het milieu, het evenwicht en de gezondheid van de bevolking in het gebied. Het voegt grotere sociale effecten toe door de verdeling van lokale volkeren. Chemische stoffen die in het mijnbouwproces uit eerdere mijnen worden gebruikt, hebben een vernietigende impact op het milieu en de menselijke gezondheid. De mijnsites zullen bijvoorbeeld enorme hoeveelheden water verbruiken in een toch al droge regio.

## Flora en fauna
Een groot deel van de flora en fauna is endemisch, wat betekent dat het alleen daar te vinden is. 
Wirikuta is de thuisbasis van 223 diersoorten, waarvan 53 zoogdieren, 141 vogels, 32 reptielen en 7 amfibische. De 141 vogels die in Wirikuta zijn geregistreerd, vertegenwoordigen 15% van de vogels in Mexico. Een deel van de fauna van Wirikuta omvat:
- Cynomys mexicanus of Mexicaanse prairiehond
- Vulpes macrotis of Noordelijke woestijnvos
- Taxidea taxus of reuzendas
- Choeronycteris mexicana
- Leptonycteris curasoae
- Leptonycteris nivalis
- Spizella wortheni of Mexicaanse veldgors
- Aquila chrysaetos of steenarend
- Falco mexicanus of Mexicaanse valk
- Asio flammeus of velduil
- Parabuteo unicinctus of woestijnbuizerd
- Cophosaurus texanus of dove leguaan
- Crotaphytus collaris of halsbandleguaan
- Thamnophis cyrtopsis
- Phrynosoma orbiculare
- Kinosternon integrum of modderschildpad

In Wirikuta zijn er 567 geregistreerde plantensoorten. Dit zijn enkele van de flora van Wirikuta:
- Lophophora williamsii of peyote
- Ariocarpus retusus
- Manfreda brunnea
- Macrophylla van Sagittaria
- Pinus culminicola
- Pinus nelsoni
- Pinus pinceana
- Echinocactus
- Larrea tridentata of creosootstruik
- Lechuguilla van de agave
- Yucca of palmlelie
- Mezquite
- Brahea berlandier
- Sedum catorce
- Astrophytum myriostigma
- Lophophora alberto-vojtechii
- Ariocarpus kotschoubeyanus
- Pelecyphora strobiliformis
- Cactaceae (73 soorten)
- Opuntia (300 soorten)
- Echeveria sp. (393 soorten)